# Thyretes monteiroi
Thyretes monteiroi är en fjärilsart som beskrevs av Butler 1876. Thyretes monteiroi ingår i släktet Thyretes och familjen björnspinnare. Inga underarter finns listade i Catalogue of Life.